# Залізничний транспорт у Португалії
Залізничний транспорт — один з основних видів транспорту Португалії.
Загальна протяжність залізниць — 2 786 км. З них з широкою колією (1668 мм) — 2 603 км, (з них 1 351 км — електрифіковані), з вузькою колією (1000 мм) — 183 км.